# Chipa guasú

Chipa Guasú.

Chipa Guasú é uma torta de milho cozida ao forno originaria do Paraguai, Mato Grosso do Sul e no nordeste argentino (províncias de Misiones, Corrientes, Chaco e Formosa) onde também é chamado de "pastel de choclo", nome com o qual esse alimento é conhecido em vários países da América do Sul.
O que diferencia a chipa guasú das outras comidas típicas do Paraguai como a sopa por exemplo, é a grande quantidade de queijo colocada em meio a seus ingredientes.